# Mint in box
Pour les articles homonymes, voir MIB.
Mint in Box, en abrégé MIB, qui signifie à peu près conservé dans un état impeccable dans sa boîte d'origine est un terme employé par les collectionneurs de jouets ou de produits dérivés, pour caractériser leurs pièces conservées dans un état irréprochable, comme sorties tout droit de chez le fabricant.